# Tiirismaa
Tiirismaa är en kulle i Finland.   Den ligger i den ekonomiska regionen  Lahtis ekonomiska region  och landskapet Päijänne-Tavastland, i den södra delen av landet, 100 km norr om huvudstaden Helsingfors. Toppen på Tiirismaa är 220 meter över havet.
Terrängen runt Tiirismaa är huvudsakligen platt. Tiirismaa är den högsta punkten i trakten. Runt Tiirismaa är det ganska tätbefolkat, med 239 invånare per kvadratkilometer. Närmaste större samhälle är Lahtis, 8,0 km öster om Tiirismaa. I omgivningarna runt Tiirismaa växer i huvudsak blandskog.